# 158 Koronis
A 158 Koronis a Naprendszer kisbolygóövében található aszteroida. Viktor Knorre fedezte fel 1876. január 4-én.